# 다카이치촌
다카이치촌(高市村)은 나라현 북서부, 다카이치군에 있던 촌이다. 현재의 아스카촌의 일부에 해당한다.

## 역사
- 1889년 4월 1일 - 정촌제 시행에 의해 다카이치군 다카이치촌이 성립하였다.
- 1956년 7월 3일 - 사카아이촌, 아스카촌과 합병해, 아스카촌이 성립하여 동일 다카이치촌은 폐지되었다.